# Grigoriy Yegorov
Grigoriy Aleksandrovich Yegorov (em russo: Григорий Александрович Егоров, Shymkent, RSS do Cazaquistão, 12 de janeiro de 1967) é um antigo atleta particante de salto com vara que representou a União Soviética a Comunidade de Estados Independentes e, a partir de 1993, o Cazaquistão. Para além da obtenção de uma medalha de bronze nos Jogos Olímpicos de 1988, Yegorov foi campeão europeu em pista coberta e campeão asiático ao ar livre.
Em 1993, em Estugarda, alcançou a medalha de prata nos Campeonatos Mundiais, com um salto a 5.90 m, marca que constitiu o recorde asiático da modalidade.